# 別府貫一郎
別府 貫一郎（べっぷ かんいちろう、1900年6月19日 ‐ 1992年7月13日）は、日本の洋画家。
春陽会展で春陽会賞。ヨーロッパ滞在中に作家の林芙美子と会う。国画会会員。作品が文部省美術展招待展に招待。
戦後、朝鮮戦争の最中に日本美術会委員長を務める。一線美術会、新世紀美術協会会員。
平塚市美術館などに作品が所蔵されている。
一線美術会、新世紀美術協会会員。

## 経歴
- 1900年6月19日、佐賀県生まれ。上京し、川端画学校洋画部に通い、藤島武二に師事。
- 1926年春陽会展で春陽会賞[1]。
- 1929年、イタリアに滞在、風景を中心に制作活動に取り組む。滞在中に林芙美子と出会う[2]。
- 1933年、帰国[1]。
- 1936年、国画会展の招待出品としてイタリア風景10点が選ばれ、会員に推薦される。国画会を通じて、文部省美術展招待展に作品が招待されるが、出品せず[3]。
- 1940年、国画会退会。
- 1951年10月、日本美術会緊急臨時大会で、委員長に選出[4]。同年柳瀬正夢の7回忌に岡本唐貴らと出席[5]。
- 1952年2月、日本美術会第5回大会で委員長に再選。事務局長は吉井忠[4]。同年6月、『アトリエ』誌に友人の画家青山義雄に関するエッセイ「青山義雄を語る」を寄稿。
- 1953年3月、日本美術会の委員長退任[4]。
- 1955年、岡本唐貴。寺島貞志、村雲大撲子、石垣栄太郎、後藤禎二、山上嘉吉と点々会を創立。
- 1957年12月、『みづゑ』（通巻629）「シュルレアリスム」特集に春陽会時代の知り合い林倭衛に関するエッセイ「林倭衛をしのぶ」を書く。
- 1967年、石垣綾子と結婚。
- 1992年7月13日死去。92歳。